# Antoni Gorzkoś

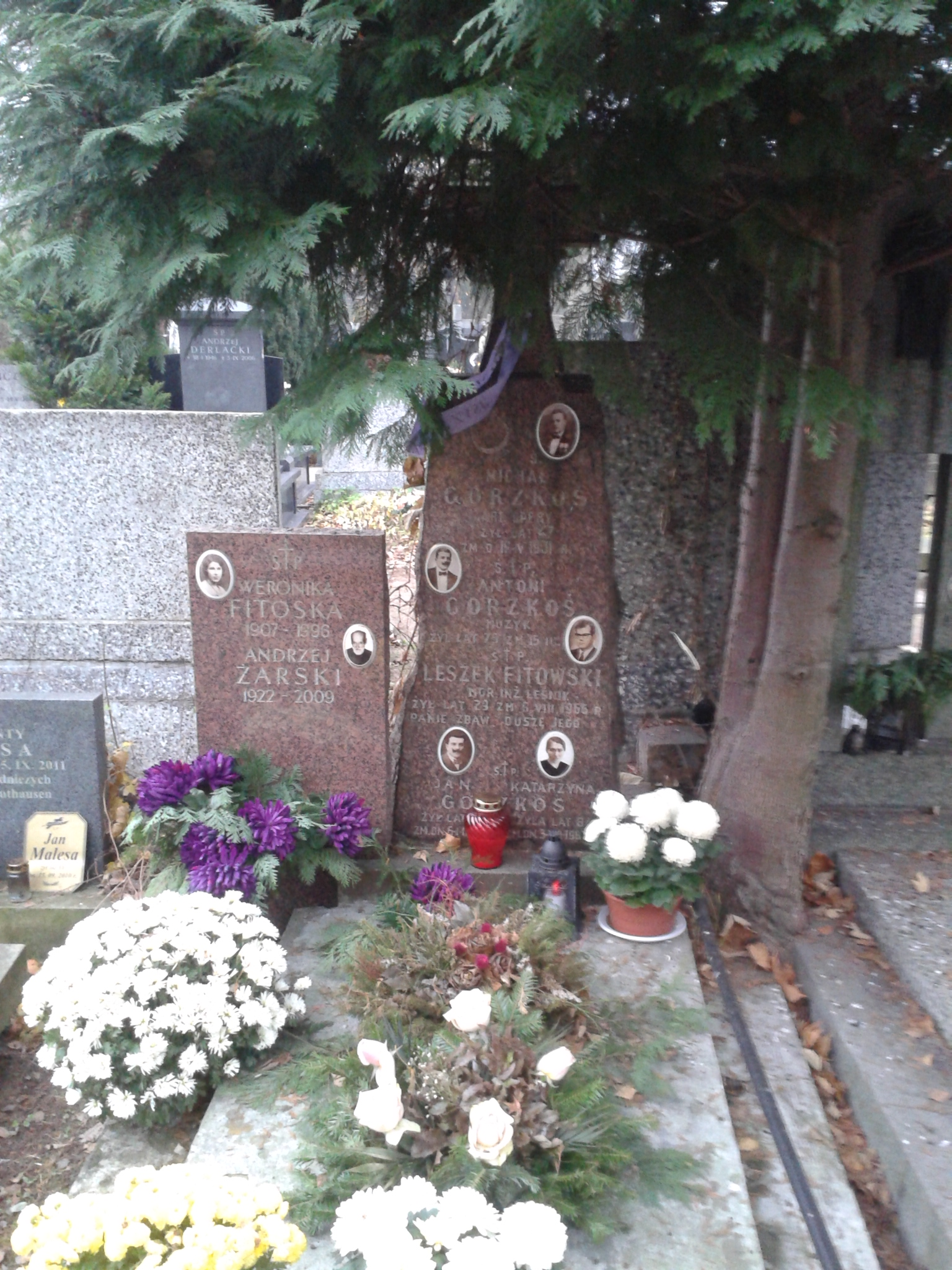
Grób Antoniego Gorzkosia na cmentarzu Bródnowskim

Antoni Gorzkoś (ur. 1885, zm. 15 marca 1944 w Warszawie) – polski dyrygent.
Skrzypek, koncertmistrz orkiestry Teatru Wielkiego w Warszawie - był absolwentem warszawskiego Konserwatorium Muzycznego. Z zachowanych informacji wiadomo, że od 1916 dyrygował orkiestrą w Teatrze Ludowym na warszawskiej Pradze. Jego brat był altowiolinistą Michał Gorzkoś (ur. 1884, zm. 12 kwietnia 1931). Zostali pochowani w grobowcu rodzinnym na cmentarzu Bródnowskim - 16A-4-20 w Warszawie. Miał też braci: Jana, Józefa i Pawła [kolejarz].